# Quintanilla de Somoza
Quintanilla de Somoza es una localidad española perteneciente al municipio de Luyego, en la comarca de Maragatería, provincia de León, comunidad autónoma de Castilla y León. En 2012 contaba con 76 habitantes.
Al menos desde 1512, Quintanilla es uno de los pueblos del Arciprestazgo de la Somoza. Pueblo dedicado tradicionalmente a la agricultura y ganadería. Considerado uno de los pueblos más bonitos de la zona, debido a la calidad de sus construcciones de piedra de arquitectura maragata. Es característica la Iglesia de San Salvador situada en la plaza, así como la Casa del Reloj o ayuntamiento, aunque también la Ermita de Santa Ana, las Ruinas de San Salvador... El adoquinado y varias fuentes adornan el pueblo y sus alrededores. Casi todas servían en su origen como abrevaderos para el ganado.
Se han hallado varias manifestaciones de arte rupestre prehistórico en las cercanías de Quintanilla de Somomza.
El disco de Extremoduro "Agila" fue trabajado aquí, para ser más tarde publicado en febrero de 1996.

## Iglesia de San Salvador
En el exterior destaca el pórtico sur y la recta y alta torre del campanario, aunque su joya más preciada se encuentra en su interior. El retablo mayor, obra de Gregorio Español, que finaliza a comienzos del siglo XVII.
Otros retablos en la iglesia son los del Santo Cristo de las Angustias, Santa Lucía, Santo Angel de la Guarda, Virgen del Rosario, San Antonio de Padua y San Antonio Abad.